# Ulica Częstochowska w Opolu
Ulica Częstochowska – ulica w Opolu, jedna z najważniejszych arterii komunikacyjnych w dzielnicy Kolonia Gosławicka. Rozpoczyna się na skrzyżowaniu z Aleją Wincentego Witosa i ul. Tysiąclecia. Następnie biegnie na wschód, do granicy miasta, gdzie przechodzi w nienazwaną drogę. Jest częścią trasy wojewódzkiej 423, a jej końcowy odcinek stanowi fragment drogi krajowej nr 46.